# Johann Conrad Zimmer
Johann Conrad Zimmer (* 30. Oktober 1817 in Villingen; † 26. Mai 1898 in Cyriaxweimar) war ein hessischer Politiker und Abgeordneter der 2. Kammer der Landstände des Großherzogtums Hessen.
Johann Conrad Zimmer war der Sohn des Landwirts, Wirts und Leinwebers Johannes Zimmer und dessen Ehefrau Anna Maria, geborene Schad. Zimmer, der evangelischen Glaubens war, war 1853 bis 1884 Bürgermeister in Villingen und heiratete Anna Katharina geborene Schäfer.
Von 1866 bis 1872 gehörte er der Zweiten Kammer der Landstände an. Er wurde für den Wahlbezirk Oberhessen 8/Schotten gewählt. In den Ständen vertrat er liberal-konservative Positionen.